# Johann Löwenthal
Johann Jacob Löwenthal (Budapest, 15 luglio 1810 – St. Leonards-on-Sea, 20 luglio 1876) è stato uno scacchista britannico di origine ungherese.

## Biografia
Nel 1846 vinse un match a Vienna contro Carl Hamppe (+5 –4 =0). Insieme a Vincenz Grimm e Josef Szén prese parte al vittorioso match per corrispondenza Pest-Parigi. Dopo la rivoluzione ungherese del 1848 ricevette dal presidente Lajos Kossuth un incarico amministrativo. Alla caduta del governo Kossuth nel 1849 fu espulso dall'Ungheria e emigrò negli Stati Uniti. A New York giocò tre partite  col dodicenne Paul Morphy, perdendone due e vincendone una.
Nel 1851 tornò in Europa e si stabilì a Londra, dove visse per il resto della sua vita. Prese parte al torneo di Londra 1851 (vinto da Adolf Anderssen), ma fu eliminato da Elijah Williams. Dopo il termine del torneo giocò un match con Williams e vinse (+7 –5 =4). In seguito vinse i tornei di Manchester 1857 e di Birmingham 1858.
Durante il tour in Europa di Morphy fu scelto per essere il primo ad affrontarlo ma fu sconfitto nettamente (+3 –9 =2). Secondo il giornalista Frederick Edge, Löwenthal dichiarò dopo il match: " ...sono convinto di essere stato sconfitto da una forza superiore". Morphy vinse la posta in palio di 100 sterline, ma rendendosi conto che gli scacchi erano l'unica fonte di sostentamento per Löwenthal e non volendo essere considerato un giocatore professionista gli regalò del mobilio del valore di circa 120 sterline per la sua nuova casa.
Nel 1860 pubblicò il libro Morphy's Games of Chess, che ebbe larga diffusione e sette ristampe. Fu tra gli organizzatori e scrisse anche il libro del torneo di Londra 1862 (vinto da Anderssen davanti a Paulsen e Owen).
Raccolse in un volume una selezione di problemi pubblicati da The Era, di cui fu collaboratore per dodici anni. Fu segretario del St. George's Chess Club di Londra ed editore della sezione scacchi del settimanale The Illustrated News of the World.
Quando si ammalò nel 1874 fu organizzata una colletta per aiutarlo, alla quale contribuì anche Lord Randolph Churchill, il padre dello statista Winston Churchill. Fu uno degli organizzatori della sfida per telegrafo tra il City of London Chess Club e il Club di Vienna.